# Canoa caiçara
Canoa caiçara é um tipo de canoa tradicionalmente construída e utilizada pelas populações caiçaras para a pesca de subsistência no litoral.
É produzida artesanalmente por mestres caiçaras, esculpida num só tronco de árvore, normalmente uma grande figueira ou guapuruvu. A técnica de construção é passada adiante entre as gerações como tradição oral.
Seu uso é registrado em todo o litoral brasileiro, notadamente desde Paraty no litoral sul do Rio de Janeiro, até o litoral do Paraná onde a canoa de Guaraqueçaba constitui um estilo próprio.
Em 2013, o Conselho Consultivo do Iphan iniciou os estudos para tornar a canoa caiçara parte do patrimônio cultural imaterial brasileiro.